# Nycteola eurasiatica
Nycteola eurasiatica är en fjärilsart som beskrevs av Claude Dufay 1961. Nycteola eurasiatica ingår i släktet Nycteola och familjen trågspinnare. Inga underarter finns listade i Catalogue of Life.